# 增原惠吉
增原惠吉（日语：増原 惠吉/ますはら けいきち，1903年1月13日—1985年10月11日），自民黨，日本政治人物，曾担任佐藤荣作与田中角荣内阁的防衛廳長官。